# رضا دقتی
رضا دقتی (۵ مرداد ۱۳۳۱ در تبریز)، عکاس خبری فرانسوی ایرانی‌تبار نشریه نشنال جئوگرافی است. رضا دقتی از ۱۴ سالگی عکاسی را به صورت خودآموز یادگرفته‌است. وی همچنین از دانشگاه تهران فارغ‌التحصیل رشته معماری است.

## زندگی حرفه‌ای
رضا دقتی از یک خانواده اردبیلی در سال ۱۳۳۱ در تبریز زاده شد. او در کودکی قالی‌بافی را فرا گرفت و از همان اوان زندگی رنگ‌ها، شکل‌‌ها و طرح‌های قالی‌ها برای او مانند نخستین آموزش‌های ترکیب‌بندی بودند. در ۱۴ سالگی دارای یک دوربین عکاسی کوچک شد و نخستین عکس را از حیاط خانه خود گرفت.
او انقلاب ۱۳۵۷ از تیراندازی سربازان به طرف دانشجویان عکس می‌گرفت. با ادامه این کار، یک آژانس خبری فرانسوی از وی خواست تا از اعتراضات و تظاهرات برای آن‌ها عکس تهیه کند. چند هفته پس از انتشار این عکس‌ها در پاری ماچ، اشترن، و نیوزویک به چاپ رسیدند او با نیوزویک قرارداد امضاء کرد. در جریان گروگانگیری سفارت آمریکا وی تنها عکاسی بود که جلوی سفارت ایالات متحده حضور داشت. بعدها به هنگام عکسبرداری از جنگ ایران و عراق نیز در منطقه حضور یافت و زخمی شد.
دقتی از سال ۱۳۵۷ تا ۱۳۶۰ مجموعه‌ای از تحولات پس از انقلاب و درگیری‌ها و کشتار در ترکمن صحرا و کردستان تهیه کرد. عدم سازگاری عکس‌های او با خواست حکومت اسلامی ایران، وی را مجبور به ترک ایران و مهاجرت به اروپا برای همیشه کرد.
رضا دقتی پس از مهاجرت به اروپا بین سال‌های ۱۳۶۲ تا ۱۳۶۷ در مجله نیوزویک به‌عنوان خبرنگار بخش خاورمیانه فعالیت کرد. نخستین گزارش رضا برای نشریه نشنال جئوگرافی، در سال ۱۳۷۲ با عنوان قاهره، قلب خروشان مصر منتشر شد. گزارش‌های او بازگو کنندهٔ جنگ‌ها، انقلاب‌ها و مصائب انسان‌ها هست. شاید هیچ خبرنگاری در دنیا به اندازه رضا در صحنه‌های جنگ حضور مستقیم نداشته‌است.
رضا دقتی در سال ۱۹۸۹ پس از خروج شوروی از افغانستان، مسئولیت پخش کمک‌های جامعه بین‌الملل از طرف سازمان ملل متحد را پذیرفت و به‌دنبال این تجربه بنیاد فرهنگی آیینه در سال ۲۰۰۱ در کابل را تأسیس کرد. در بنیاد فرهنگی آیینه تاکنون صدها تن از دختران و پسران افغان در رشته‌های روزنامه‌نگاری، عکاسی، فیلم‌برداری و طراحی تحت نظر او در بالاترین سطح حرفه‌ای آموزش یافته و جذب دنیای کار حرفه‌ای در سطح بین‌المللی شده‌اند.

## دریافت نشان شوالیه ملی لیاقت در فرانسه
در ۱۳ مه ۲۰۰۵ وزارت امور خارجه فرانسه در نامه‌ای رسمی اعلام کرد که به پاس خدمات رضا دقتی، عکاس و خبرنگار ایرانی برای احیای مطبوعات آزاد، گسترش آزادی بیان در جهان، مبارزه برای احیای حقوق کودکان و مبارزه علیه استبداد، رئیس‌جمهور این کشور او را به مقام افتخاری شوالیه ملی لیاقت منسوب و به او نشان شوالیه ملی لیاقت اهدا کرد.
مراسم اعطای مدال ملی لیاقت فرانسه به رضا دقتی در ۲ نوامبر ۲۰۰۵ با حضور رئیس و چند تن از سناتورهای مجلس سنای فرانسه، رسانه‌های خبری، اندیشمندان ایرانی، افغان و فرانسوی برگزار شد.

## دریافت جایزهٔ لسی
رضا دقتی در ژانویهٔ ۲۰۱۰ طی مراسمی در تالار تئاتر مرکزی لینکلن شهر نیویورک، جایزهٔ لسی (که به اسکار عکاسی معروف است) را دریافت کرد. او جایزه خود را به مردم ایران تقدیم کرد.

دقتی به هنگام دریافت این جایزه خطاب به حاضران گفت: 
«ما صدای کسانی هستیم که بی صدایند. ما اینجا هستیم تا جهان چشمانش را به روی دردها و جنگ‌ها نبندد. من این جایزه را به کسانی تقدیم می‌کنم که در نبرد برای جهانی بهتر حتی از ادا کردن جان خود نیز دریغ نکردند. هم‌چنین این جایزه را به شهروندان ایرانی تقدیم می‌کنم. مبارزان بی‌نام و نشان راه آزادی که توانستند از طریق تلفن‌های همراه‌شان تصویرهایی را به عنوان سند و مدرک ثبت کنند!»